# Crystal Skate of Romania de 2017
Crystal Skate of Romania de 2017 foi a décima oitava edição do Crystal Skate of Romania, um evento anual de patinação artística no gelo de níveis sênior, júnior e noviço, organizado pela Federação Romena de Patinação (em romeno:  Federatia Romana de Patinaj). A competição foi disputada entre os dias 24 de outubro e 28 de outubro, na cidade de Bucareste, Romênia.

## Eventos
- Individual masculino
- Individual feminino

## Medalhistas
| Evento                        | Ouro                               | Prata                          | Bronze                          |
| Sênior                        |                                    |                                |                                 |
| Individual masculino detalhes | Philip Warren · França             | Dorjan Kecskes · Romênia       | nenhum outro competidor         |
| Individual feminino detalhes  | Elżbieta Gabryszak · Polônia       | Salliana Ozturk · Finlândia    | Karolina Luhtonen · Finlândia   |
| Júnior                        |                                    |                                |                                 |
| Individual masculino detalhes | Nicolaj Memola · Itália            | nenhum outro competidor        | nenhum outro competidor         |
| Individual feminino detalhes  | Anna Memola · Itália               | Ana Sofia Beschea · Romênia    | Emma Kivioja · Suécia           |
| Noviço avançado               |                                    |                                |                                 |
| Individual masculino detalhes | Edvard Ter-Gazarian · Armênia      | Ilia Gogitidze · Geórgia       | nenhum outro competidor         |
| Individual feminino detalhes  | Ana Dea Gulbiani-Schmidt · Geórgia | Luiza Ilie · Romênia           | Marina Nikolova · Bulgária      |
| Noviço básico                 |                                    |                                |                                 |
| Individual masculino A        | David Odovanca · Romênia           | Alexandar Kachmakov · Bulgária | Anelin George Enache · Romênia  |
| Individual feminino A         | Maria Giurgiu · Romênia            | Aiofe Stevenson · Reino Unido  | Natalia Lomineishvili · Geórgia |
| Individual masculino B        | Sebastian Radovan · Romênia        | Mihai Prisacaru · Romênia      | nenhum outro competidor         |
| Individual feminino B         | Magdalena Slavova · Bulgária       | Adela Maria Osman · Romênia    | Diana Cimpoca · Romênia         |

## Resultados

### Sênior

#### Individual masculino
| Pos.             | Nome           | Nacionalidade | Pontos | PC        | PL         |
| ---------------- | -------------- | ------------- | ------ | --------- | ---------- |
| Medalha de ouro  | Phililip Waren | França        | 163.66 | 57.10 (1) | 106.56 (1) |
| Medalha de prata | Dorjan Kecskes | Romênia       | 62.30  | 19.55 (2) | 42.75 (2)  |

#### Individual feminino
| Pos.              | Nome               | Nacionalidade | Pontos | PC        | PL        |
| ----------------- | ------------------ | ------------- | ------ | --------- | --------- |
| Medalha de ouro   | Elżbieta Gabryszak | Polônia       | 121.60 | 46.11 (1) | 75.49 (1) |
| Medalha de prata  | Salliana Ozturk    | Finlândia     | 102.00 | 36.60 (2) | 65.40 (2) |
| Medalha de bronze | Karolina Luhtonen  | Finlândia     | 73.42  | 22.44 (4) | 50.98 (3) |
| 4                 | Zselyke Kenez      | Romênia       | 73.22  | 28.14 (3) | 45.08 (4) |
| 5                 | Irina Preda        | Romênia       | 63.35  | 19.44 (5) | 43.91 (5) |
| WD                | Julia Sauter       | Romênia       | —      | — (WD)    |           |

### Júnior

#### Individual masculino júnior
| Pos.            | Nome           | Nacionalidade | Pontos | PC        | PL        |
| --------------- | -------------- | ------------- | ------ | --------- | --------- |
| Medalha de ouro | Nicolaj Memola | Itália        | 107.61 | 31.06 (1) | 76.55 (1) |

#### Individual feminino júnior
| Pos.              | Nome                   | Nacionalidade | Pontos | PC         | PL        |
| ----------------- | ---------------------- | ------------- | ------ | ---------- | --------- |
| Medalha de ouro   | Anna Memola            | Itália        | 122.72 | 44.63 (1)  | 78.09 (1) |
| Medalha de prata  | Ana Sofia Beschea      | Romênia       | 117.42 | 44.09 (2)  | 73.33 (2) |
| Medalha de bronze | Emma Kivioja           | Suécia        | 110.51 | 39.14 (3)  | 71.37 (3) |
| 4                 | Ana Maria Ion          | Romênia       | 100.24 | 36.16 (4)  | 64.08 (4) |
| 5                 | Charlie-Kaye Anderson  | Reino Unido   | 95.17  | 35.48 (6)  | 59.69 (5) |
| 6                 | Alva Eriksson          | Suécia        | 88.57  | 31.05 (8)  | 57.52 (6) |
| 7                 | Morgan Swales          | Reino Unido   | 86.68  | 35.94 (5)  | 50.74 (8) |
| 8                 | Andreea Ureche         | Romênia       | 84.91  | 32.56 (7)  | 52.35 (7) |
| 9                 | Maria Stavreva         | Bulgária      | 48.11  | 20.41 (10) | 27.70 (9) |
| WD                | Cristina Mihaela Silca | Romênia       | —      | 28.41 (9)  | — (WD)    |
| WD                | Lucina Okhrem          | Polônia       | —      | — (WD)     |           |

### Noviço avançado

#### Individual masculino noviço avançado
| Pos.             | Nome                | Nacionalidade | Pontos | PC        | PL        |
| ---------------- | ------------------- | ------------- | ------ | --------- | --------- |
| Medalha de ouro  | Edvard Ter-Gazarian | Armênia       | 74.33  | 27.35 (1) | 46.98 (1) |
| Medalha de prata | Ilia Gogitidze      | Geórgia       | 71.69  | 24.85 (2) | 46.84 (2) |

#### Individual feminino noviço avançado
| Pos.              | Nome                     | Nacionalidade | Pontos | PC        | PL        |
| ----------------- | ------------------------ | ------------- | ------ | --------- | --------- |
| Medalha de ouro   | Ana Dea Gulbiani-Schmidt | Geórgia       | 89.74  | 33.94 (1) | 55.80 (1) |
| Medalha de prata  | Luiza Ilie               | Romênia       | 77.46  | 29.72 (2) | 47.74 (2) |
| Medalha de bronze | Marina Nikolova          | Bulgária      | 71.83  | 25.80 (3) | 46.03 (3) |
| 4                 | Inga Putkaradze          | Geórgia       | 69.71  | 25.57 (5) | 44.14 (4) |
| 5                 | Andreea Denisa Comanescu | Romênia       | 69.41  | 25.74 (4) | 43.67 (5) |
| 6                 | Ingrid Pricop            | Romênia       | 68.94  | 25.28 (6) | 43.66 (6) |

## Quadro de medalhas
Sênior
| Ordem | País      | Medalha de ouro | Medalha de prata | Medalha de bronze |   | Ordem por total |
| ----- | --------- | --------------- | ---------------- | ----------------- | - | --------------- |
| 1     | França    | 1               |                  |                   | 1 | 2               |
| 1     | Polônia   | 1               |                  |                   | 1 | 2               |
| 3     | Finlândia |                 | 1                | 1                 | 2 | 1               |
| 4     | Romênia   |                 | 1                |                   | 1 | 2               |
| TOTAL | TOTAL     | 2               | 2                | 1                 | 5 | —               |

Geral
| Ordem | País        | Medalha de ouro | Medalha de prata | Medalha de bronze |    | Ordem por total |
| ----- | ----------- | --------------- | ---------------- | ----------------- | -- | --------------- |
| 1     | Romênia     | 3               | 5                | 2                 | 10 | 1               |
| 2     | Itália      | 2               |                  |                   | 2  | 3               |
| 3     | Bulgária    | 1               | 1                | 1                 | 3  | 2               |
| 4     | Armênia     | 1               | 1                |                   | 2  | 3               |
| 5     | Geórgia     | 1               |                  | 1                 | 2  | 3               |
| 6     | França      | 1               |                  |                   | 1  | 7               |
| 6     | Polônia     | 1               |                  |                   | 1  | 7               |
| 8     | Finlândia   |                 | 1                | 1                 | 2  | 3               |
| 9     | Reino Unido |                 | 1                |                   | 1  | 7               |
| 10    | Suécia      |                 |                  | 1                 | 1  | 7               |
| TOTAL | TOTAL       | 10              | 9                | 6                 | 25 | —               |